# 짧은부리도요

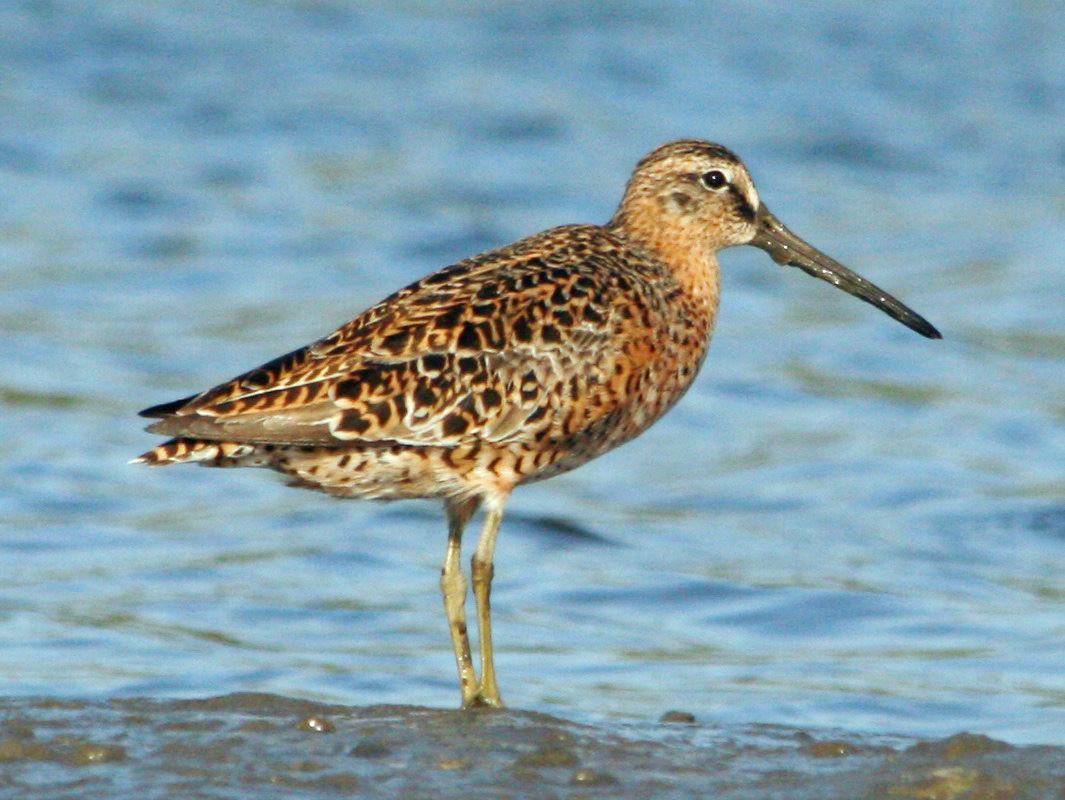
번식깃

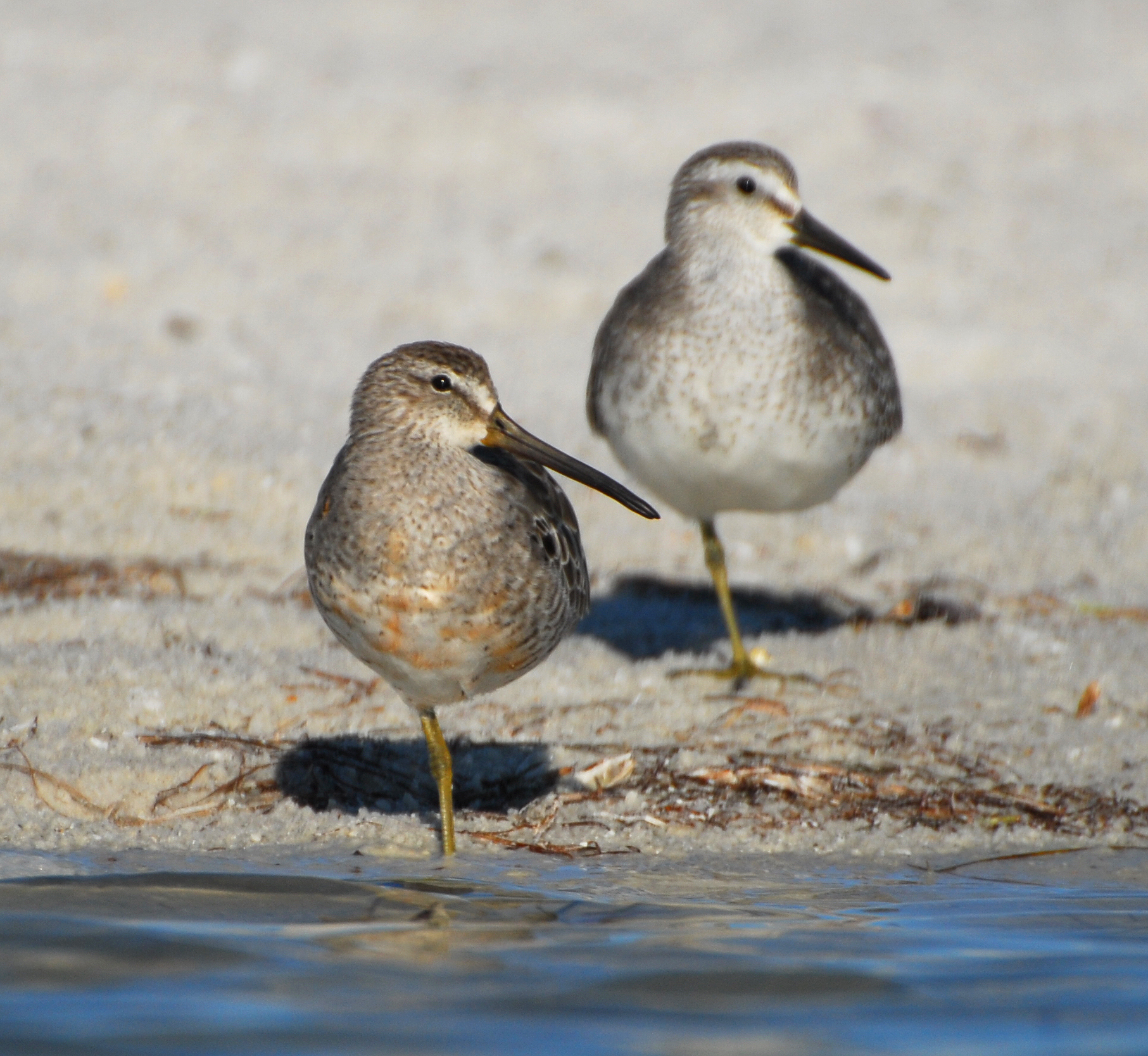
성체의 모습, 뒤의 새는 붉은가슴도요

짧은부리도요(Short-billed dowitcher, Limnodromus griseus)는 동속의 긴부리도요처럼 긴 부리를 가진 중간 크기의 도요과 섭금류이다. 영어 이름은 이로쿼이에서 비롯되었으며 1841년에 처음 기록되었다.
북아메리카, 중앙아메리카, 남아메리카 북부에서 서식한다. 짧은부리도요는 강한 이동성을 보여주는데, 눈이 많이 오는 달에는 번식지에서 완전하게 떠난다. 짧은부리도요는 북쪽의 툰드라 지역과 남쪽의 연못, 갯벌 등 다양한 서식지에서 살아간다. 짧은부리도요는 부리를 빠른 속도로 진흙에 넣어서 무척추동물들을 잡아먹으며 산다. 짧은부리도요는 1950년까지 비슷한 생김새를 가진 긴부리도요와 한 종으로 간주되었다. 이 두 종을 구별하는 것은 오늘날에도 어려운 일이다. 월동 중인, 혹은 어린 짧은부리도요와 긴부리도요를 구별하는 것은 매우 어렵고, 그 두 종의 미묘한 신체적 차이를 검사한다고 하여도 완전히 다른 종이라고 구별하는 것은 어렵다. 이 둘은 울음 소리에서 큰 차이를 보인다.

## 개요
성체의 경우 윗부분은 어두운 갈색이며, 아랫부분은 불그스름하다. 꼬리에는 검은색, 흰색 무늬가 있다. 다리는 노르스름하다.
아종은 다음과 같다:
- L. g. griseus (흰 배와 가로줄무늬 옆구리)
- L. g. hendersoni (빨간 배와 점박이 옆구리)
- L. g. caurinus (흰 배, 가로줄무늬 옆구리, 촘촘한 점박이 가슴)

겨울깃은 보통 회색이다. 몸 길이는 23~32 cm이고, 날개 길이는 46~56 cm이다. 체질량은 73~155 g이다.
울음 소리는 긴부리도요에 비해 더 부드럽다.

## 번식과 서식
번식지는 북아메리카의 수렁, 감조습지, 갯벌, 교목한계 남쪽의 산림개간지 등이다. L. g. griseus는 퀘벡주 북부, L. g. hendersoni는 캐나다 중심부의 북부, L. g. caurinus는 알래스카 남부와 유콘 준주 북부에서 주로 번식한다.
짧은부리도요은 보통 물과 가까운 땅에 둥지를 튼다. 둥지는 풀이나 이끼가 약간 움푹 들어간 형태이며, 얇은 풀과 가지, 잎들이 그 속에 들어 있다. 세 개일 때도 있지만, 보통 네 개의 갈색 알을 낳는다. 성별에 관계 없이 부부가 함께 21일 간 알을 품는다.
솜털로 뒤덮인 새끼 새들은 부화 후에 곧 둥지를 떠난다. 부모의 역할이 정확히 밝혀지지는 않았지만, 새끼 새를 돌보기 위해 암컷은 수컷을 떠나는 것으로 추정된다. 또한, 새끼 새들은 그들의 먹이를 스스로 찾는 것으로 추정된다.
짧은부리도요는 미국 남부, 브라질까지 남쪽으로 이주한다. 짧은부리도요는 이주 기간 동안 긴부리도요에 비해 더 해안 쪽에서 지내는 것으로 추정된다. 매우 드물게 유럽 서부에서 길잃은새(vagrant)로 발견되기도 한다.

## 먹이
이들은 얕은 물이나 진흙에서 먹잇감을 캐낸다. 주로 곤충이나 연체동물, 갑각류, 해양 연충류 등을 먹으며 몇 가지 식물도 먹는다.